# Łubie

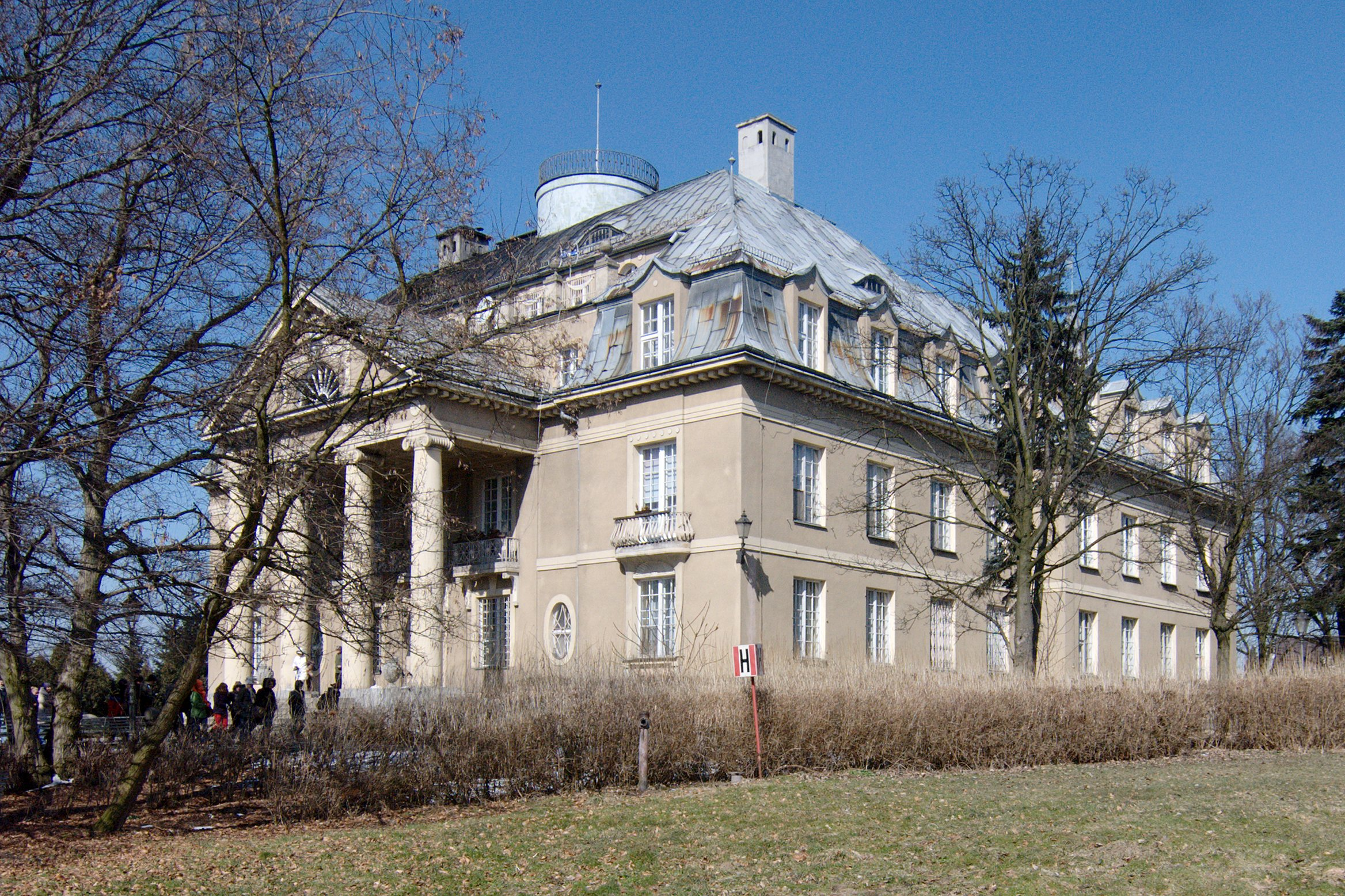
Schloss

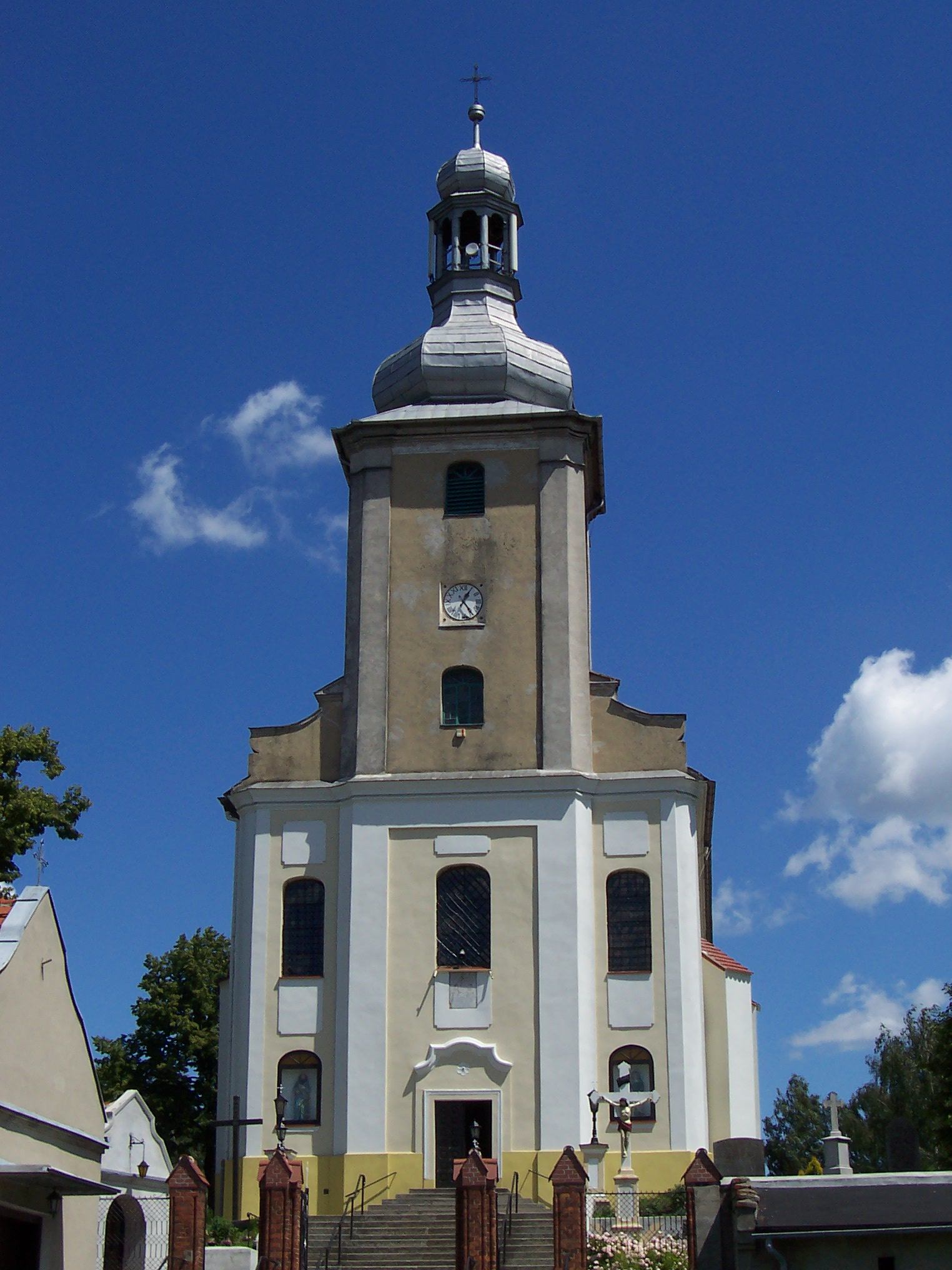
Kirche

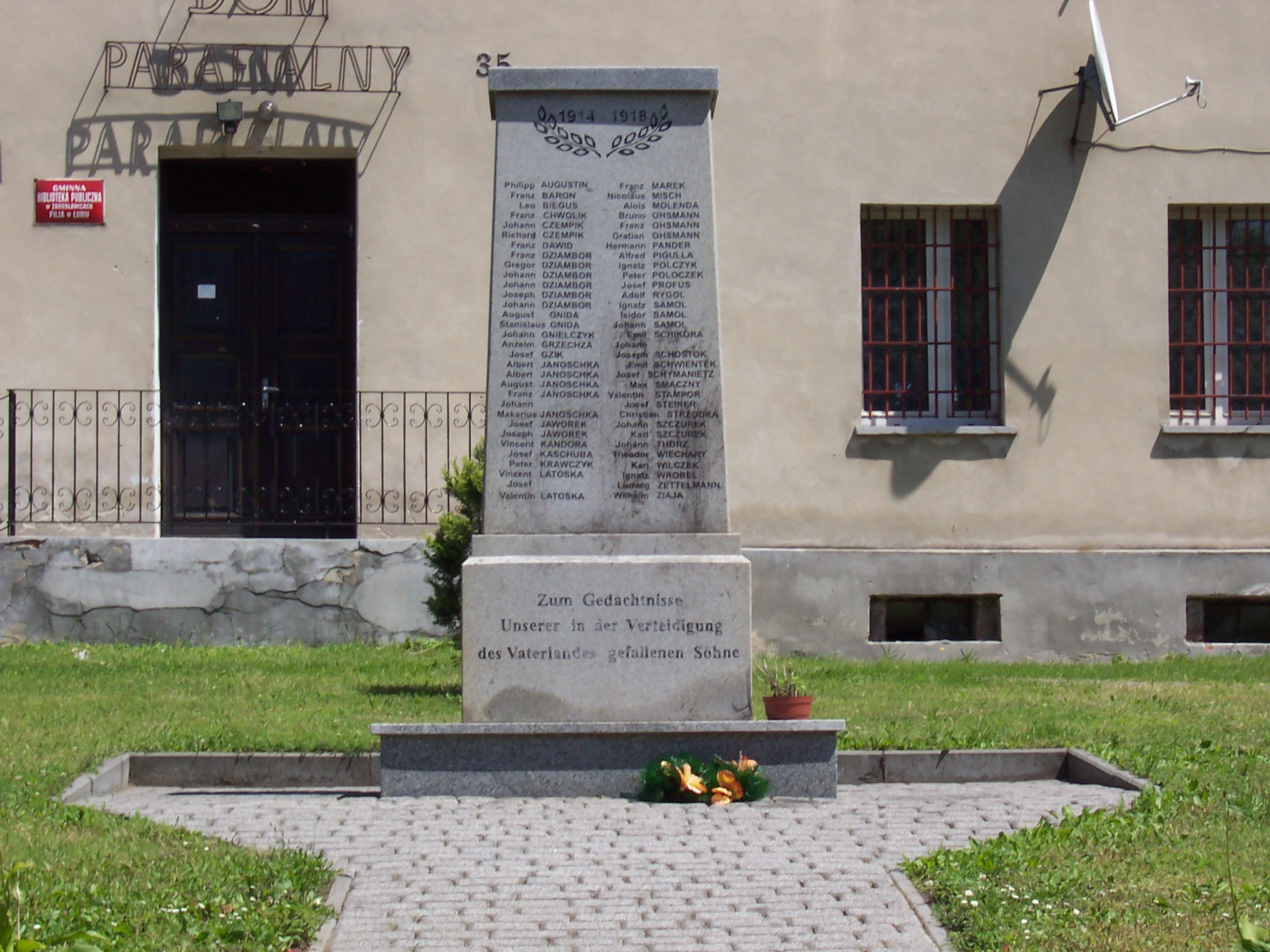
Gefallenendenkmal vor dem Pfarrhaus

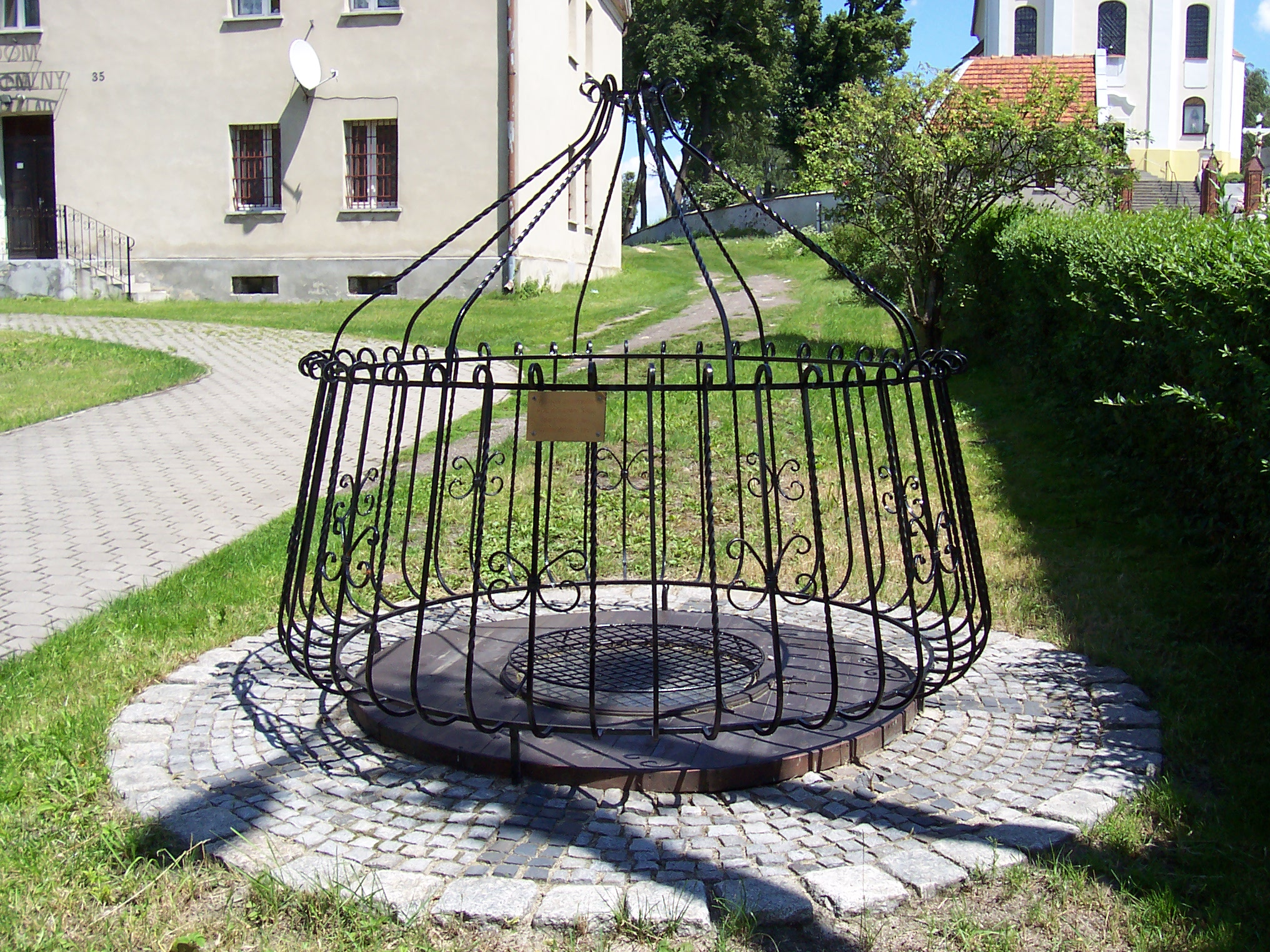
Historischer Brunnen

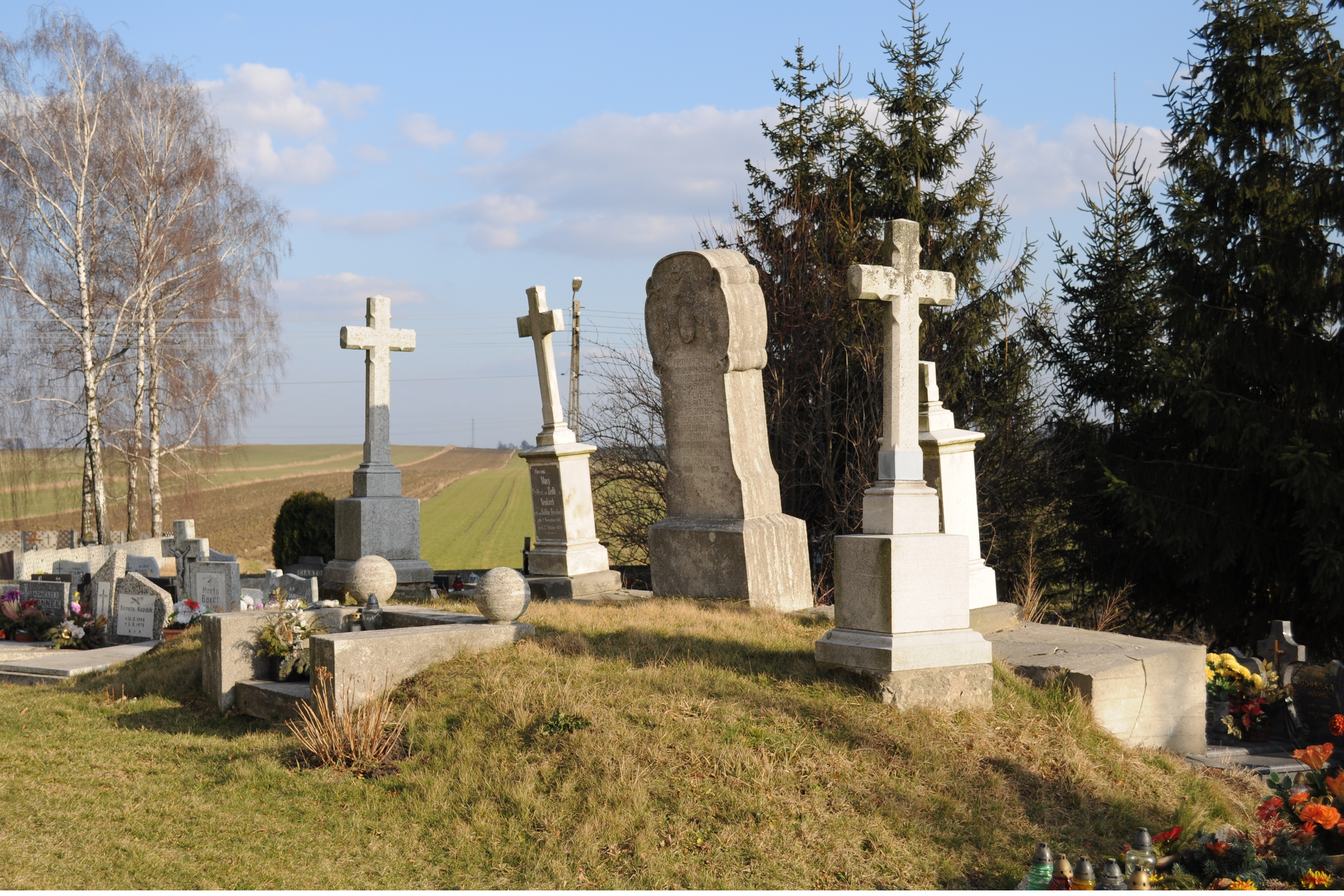
Grabstätte der Familie Baildon

Łubie (deutsch: Lubie, 1936–1945 Hohenlieben) ist ein Ort in der Landgemeinde Zbrosławice (Broslawitz) im Powiat Tarnogórski der Woiwodschaft Schlesien in Polen.

## Geographie
Łubie liegt rund acht Kilometer westlich von Zbrosławice (Broslawitz), 16 Kilometer westlich von Tarnowskie Góry (Tarnowitz) und 33 Kilometer nordwestlich von  Katowice (Kattowitz).
Nördlich grenzt Kopienica (Koppinitz) an Łubie, im Süden befindet sich die Stadt Pyskowice (Peiskretscham).

## Geschichte
Der Ort entstand spätestens im 13. Jahrhundert und wurde 1256 erstmals urkundlich erwähnt.
1477 verlieh der Teschener Herzog Przemislaus III. von Teschen-Tost Lubie an Nikolaus von Blacha. 1783 wurde Lubie in den Beyträge(n) zur Beschreibung von Schlesien erwähnt, gehörte einem Herrn von Ziemie(t)zki und lag im Landkreis Tost. Damals bestanden  163 Einwohner, zwei Vorwerke, 28 Bauern und 24 Gärtner. 1818 wurde der Ort als Lubin [sic!] erwähnt. 1865 bestand Lubie aus dem Dorf Lubie, der Domäne Ober-Lubie (vormals Rittergut Lubie) und dem Gut Nieder-Lubie. Zur Domäne Ober-Lubie im nördlichen Teil gehörte das Vorwerk Franziskahof. Die Domäne gehörte fast 100 Jahre der Familie von Ziemieczky, bis 1839 den Grafen von Larisch und danach den von Zawadzky. 1852 kaufte Lieutenant Arthur Adam John Baildon die Domäne ohne das Gut Nieder-Lubie und seinem Vorwerk Emanuelswunsch, welches fortan abgetrennt war und von der Domäne als unabhängiges Besitztum weiter bestand. Die Domäne verfügte über eine Schmiede. Das Gut Nieder-Lubie im Süden war nach der Abtrennung von Ober-Lubie zunächst im Besitz von Zawadzky und ab 1862 im Besitz des Herrn von Mücke aus Nieder-Sersno. Niederlubie besaß eine Wassermühle und eine Schmiede. Das Dorf hatte zu diesem Zeitpunkt 29 Bauernhöfe bestehend aus fünf ganzen, zwei Dreiviertel-, 17 halben und fünf Viertel-Bauerngütern, 41 Gärtner, darin zehn Halbgärtner und 19 Häusler.
Bei der Volksabstimmung in Oberschlesien am 20. März 1921 stimmten 100 Wahlberechtigte für einen Verbleib bei Deutschland und 341 für eine Zugehörigkeit zu Polen. Lubie verblieb beim Deutschen Reich. 1936 wurde der Ort im Zuge einer Welle von Ortsumbenennungen der NS-Zeit in Hohenlieben umbenannt. Bis 1945 befand sich der Ort im Landkreis Tost-Gleiwitz.
1945 kam der bis dahin deutsche Ort unter polnische Verwaltung und wurde anschließend der Woiwodschaft Schlesien angeschlossen und ins polnische Łubie umbenannt. 1950 kam der Ort zur Woiwodschaft Kattowitz. Bis 1954 war Łubie Sitz der Gemeinde Łubie. 1999 kam der Ort zum wiedergegründeten Powiat Tarnogórski und zur neuen Woiwodschaft Schlesien.

## Sehenswürdigkeiten und Bauwerke
- Die katholische Marienkirche im barocken Stil. Im Inneren eine hölzerne Gedenktafel für die Gefallenen im Ersten Weltkrieg.[7]
- Das Schloss der Familie von Baildon und Briestwell aus dem Jahr 1869, um 1912 neubarock umgebaut durch den Münchner Architekten Ernst Haiger, mit den Resten des Landschaftsparks mit Magdalenenkapelle und einer Allee in der Schlosseinfahrt.
- Nebengebäude des Schlosses vom Ende des 19. Jahrhunderts.
- Gutshof mit Wohn-, Stall- und Wirtschaftsgebäuden und Speichergebäude
- Wegkapelle auf dem Friedhof mit Friedhofsmauer aus dem 18. Jahrhundert. Im Inneren steht eine Skulptur des heiligen Johannes Nepomuk. Auf dem Friedhof, der sich an der Kirche befindet, befindet sich die Grabstätte der Familie Baildon und Briestwell.
- Das Pfarrgemeindehaus mit Ziegelsteinfassade.
- Das Pfarrhaus aus dem 19. Jahrhundert, ehemalige Schule der Pfarrgemeinde.
- Gefallenendenkmal für die Gefallenen des Ersten Weltkriegs vor dem Pfarrhaus
- Das ehemalige Postgebäude mit Ziegelsteinfassade
- Wegkreuze
- Historischer Brunnen aus dem Jahr 1850 mit Brunnengitter

## Wappen
Das Wappen bzw. Siegel zeigt eine Sense und einen Dreschflegel, die sich kreuzen, dahinter einen Heurechen. Das Wappen weist auf den landwirtschaftlich geprägten Charakter des Ortes hin. In der neuesten Version zeigt es die landwirtschaftlichen Werkzeuge in gold auf blauem Grund.